# 平川祐弘
平川 祐弘（旧字体：平川 祐󠄀弘、ひらかわ すけひろ、1931年〈昭和6年〉7月11日 - ）は、日本の比較文学研究者・評論家。東京大学名誉教授。国家基本問題研究所理事。

## 経歴
出生から修学期
1931年、東京府北豊島郡滝野川町（現・東京都北区南部）で生まれた。
東京高等師範学校附属小学校（現・筑波大学附属小学校）に入学。同じクラス（第1部）には後に東大で同僚となった芳賀徹、石井進、高階秀爾、平田賢の五人がいた。1944年に附属小学校を卒業。
1948年(昭和23年)、旧制東京高師附属中学（現・筑波大学附属中学校・高校）4年修了（特別科学学級在籍）で旧制第一高等学校理科甲類入学。1年修了で1949年に新制東京大学に入学した。
1953年、東京大学教養学部教養学科フランス分科を新制第1期生として卒業。同大学院人文科学研究科比較文学比較文化専修課程に進学した。フランス政府給費生、イタリア政府給費生として留学。昭和36年（1961年）、同修士課程修了（文学修士）、同博士後期課程進学。昭和39年（1964年）、同博士後期課程単位満期取得退学。昭和49年（1974年）、11月11日、文学博士（東京大学、学位請求論文『和魂洋才の系譜：内と外からの明治日本』）。
卒業後
1964年、東京大学教養学部助手に採用された。1969年に同助教授、1978年に同教授に昇格。1987年から1988年の東大駒場騒動時には、蓮實重彦、佐藤誠三郎、公文俊平、村上泰亮、村上陽一郎、芳賀徹、鳥海靖、舛添要一、松原隆一郎、大森彌らと共に、中沢新一を推薦した西部邁の支持に回った。1988年からは東京大学比較文化研究室主任を務めた。1992年(平成4年)、東京大学を定年退官し、東京大学名誉教授となった。
同1992年4月より福岡女学院大学教授として赴任し、教鞭をとった。2002年、福岡女学院大学を退職し、大手前大学教授に転じた。2006年、同大学を退職。

## 受賞・栄典
- 1967年：第2回河出文化賞（ダンテ『神曲』翻訳）[9]
- 1981年：サントリー学芸賞（社会・思想部門）[10]（『小泉八雲』を中心として）[11]
- 1991年 第42回読売文学賞（マンゾーニ『いいなづけ』翻訳）[12]
- 1998年：紫綬褒章[13]
- 2005年：第17回和辻哲郎文化賞（『ラフカディオ・ハーン　植民地化・キリスト教化・文明開化』）[14]
- 2006年春：瑞宝中綬章[15][16]
- 2009年：第57回日本エッセイスト・クラブ賞（『アーサー・ウェイリー　『源氏物語』の翻訳者』）[17]
- 2015年：第14回蓮如賞（『西洋人の神道観－日本人のアイデンティティーを求めて』）[18][19]
- 2021年：第37回正論大賞[20][21]

## 研究内容・業績
専門は比較文学、比較思想史。修士課程在学中に5年近くフランス、イタリア、ドイツに留学し、各国語に通じていることを生かして西洋世界間で比較するだけでなく、東洋と西洋との間、両世界の邂逅についても論じている。修士論文を短縮した『ルネサンスの詩』(1961年)、博士論文『和魂洋才の系譜』(1971年)、『西欧の衝撃と日本』(1974年)、『夏目漱石 非西洋の苦闘』(1976年)などの著作で知られる。
様々な西洋古典文学の翻訳も刊行しており、またダンテの『神曲』を口語体で翻訳した。
鶴田欣也（ブリティッシュ・コロンビア大学）と数多くの国際シンポジウムを開催しており、その論文集は共編で出版されている。

## 家族・親族
- 岳父：竹山道雄は一高・東大教授でドイツ文学者。女婿となった。
- 長女：足立節子[22]も比較文学者である。
- 兄：平川浩正（1929-1986）は物理学者・東大理学部教授[23][24] 。

## 言説・活動
- 2007年12月18日、櫻井よしこが中心となり、シンクタンク「国家基本問題研究所」が設立された[25][26]。「日本文明の叡知を現在に活かし、日本の大戦略を提言」することが目的として掲げられた[27]。平川は同団体の理事に就任した[1]。

- 2012年9月5日、平川、三宅久之、すぎやまこういちなど保守系の著名人28人は、同年9月の自由民主党総裁選挙に向けて、「安倍晋三総理大臣を求める民間人有志の会」を発足させた[28][注 1]。同日、同団体は安倍晋三の事務所に赴き、出馬要請をした[39][30]。9月26日、総裁選が実施され、安倍が当選した。

- 2014年10月1日、日本会議の主導の下、憲法改正を目指す団体「美しい日本の憲法をつくる国民の会」の設立総会が永田町の憲政記念館で開かれた[40][41]。平川は田中恆清や長谷川三千子、千玄室らとともに代表発起人に名を連ねた[42]。

## 著作

### イタリア文学
- 『ルネサンスの詩 城と泉と旅人と』内田老鶴圃 新書判 1961[43]
  - 改訂 沖積舎 1982、新版 2004
  - 講談社学術文庫 1987
- 『藝術にあらわれたヴェネチア』内田老鶴圃 1962
- 『マッテオ・リッチ伝』 平凡社東洋文庫（全3巻）

第1巻 1969年
第2巻 1997年
第3巻 1997年
- ワイド版（オンデマンド出版）2007-2009

- 『中世の四季 ダンテとその周辺』 河出書房新社 1981
  - 新版 1994、改訂版2012[47]
- 『ダンテの地獄を読む』河出書房新社 2000[48]
- 『ダンテ「神曲」講義』河出書房新社 2010[49]
  - 河出文庫（全2巻）2023

イタリア文学・美術関連の翻訳
- 『ダンテ　神曲』 河出書房新社〈世界文学全集〉1966[50]。
  - 単行新装版 1992
  - 別版「ダンテ」〈世界文学全集 3〉講談社 1982
  - 改訳版『神曲』 河出文庫（全3巻）

1. 地獄編 2008
2. 煉獄編・天上編 2009

- 『ダンテ 神曲　完全版』 河出書房新社 2010[51]
- 『ボッティチェルリ　神曲素描　ベルリン美術館・バチカン美術館所蔵の原画による』ケネス・クラーク解説、鈴木杜幾子共訳、講談社 1979
- 『ルネサンス画人伝』ヴァザーリ著、小谷年司・田中英道 分担共編訳、白水社 1982、新版 2009
- 『いいなづけ 17世紀ミラーノの物語』アレッサンドロ・マンゾーニ著、河出書房新社 1989、新版（全2巻）1991
  - 河出文庫（全3巻）2006

読売文学賞、日本翻訳出版文化賞、ピーコ・デッラ・ミランドラ賞を受賞。
- 『抜目のない未亡人』カルロ・ゴルドーニ著、岩波文庫 1995
- 『珈琲店・恋人たち』カルロ・ゴルドーニ著、岩波文庫 2013
- ヴァザーリ『続 ルネサンス画人伝』小谷年司・仙北谷茅戸共編訳、白水社 1995
  - 新版 2009
  - 抜粋新書版『ヴァザーリ 芸術家列伝』白水Uブックス 2011[52]
- 『ジョルジョ・ヴァザーリ メディチ家の演出者』ロラン・ル・モレ著、平川恵子共訳、白水社 2003
- 『ダンテ 新生』河出書房新社 2012
  - 河出文庫 2015
- 『ボッカッチョ　デカメロン』河出書房新社 2012
  - 河出文庫（全3巻） 2017

### ラフカディオ・ハーン関連
- 『小泉八雲 西洋脱出の夢』 新潮社 1981
  - 講談社学術文庫 1994
- 『破られた友情 ハーンとチェンバレンの日本理解』 新潮社 1987
- 『小泉八雲とカミガミの世界』文藝春秋 1988
- 『オリエンタルな夢 小泉八雲と霊の世界』筑摩書房 1996 - 論考集
- 『ラフカディオ・ハーン 植民地化・キリスト教化・文明開化』ミネルヴァ書房〈ミネルヴァ歴史・文化ライブラリー3〉2004[53]- 和辻哲郎文化賞受賞
- Rediscovering Lafcadio Hearn: Japanese Legends Life & Culture, Brill Academic Pub, 1997.
- Ghostly Japan as Seen by Lafcadio Hearn 勉誠出版、2022[54]

ハーン（小泉八雲）の訳書
- ハーン『カリブの女』河出書房新社 1999[55]
- 『骨董・怪談　小泉八雲コレクション』 河出書房新社 2014
  - 河出文庫 2024[56]
- 『心　小泉八雲コレクション』 河出書房新社 2016
  - 河出文庫 2024[57]

訳者代表での編訳書
- 『ラフカディオ・ハーン著作集1　アメリカ雑録』恒文社 1980
- 『怪談・奇談』講談社学術文庫 1990
- 『日本の心』講談社学術文庫 1990
- 『明治日本の面影』講談社学術文庫 1990
- 『神々の国の首都』講談社学術文庫 1990
- 『クレオール物語』講談社学術文庫 1991
- 『光は東方より』講談社学術文庫 1999

### 近代日本史
- 『和魂洋才の系譜：内と外からの明治日本』[58] 河出書房新社 1971、河出文芸選書 1976 - 同じ版 
  - 河出書房新社 新装版 1987、完本改訂 2016
  - 平凡社ライブラリー 2006年[59]
- 『西欧の衝撃と日本』〈人類文化史 6〉講談社 1974[60]
  - 講談社学術文庫 1985
- 『平和の海と戦いの海 - 二・二六事件から「人間宣言」まで』新潮社 1983
  - 講談社学術文庫 1993
- 『進歩がまだ希望であった頃：フランクリンと福沢諭吉』新潮社 1984
  - 講談社学術文庫 1990
- 『西洋文明の衝撃と日本 比較文化の視点から』 日本放送出版協会〈NHK市民大学 放送講座テキスト〉1988
- 『米国大統領への手紙』新潮社 1996[61]
  - 改題『米国大統領への手紙　市丸利之助伝』出門堂〈肥前佐賀文庫1〉 2006年[62]
- 『天ハ自ラ助クルモノヲ助ク　中村正直と「西国立志編」』 名古屋大学出版会 2006[63]
- 『竹山道雄と昭和の時代』 藤原書店 2013[64]
- 『戦後の精神史　渡邊一夫、竹山道雄、E・H・ノーマン』河出書房新社 2017[65]
- 『手紙を通して読む　竹山道雄の世界』編・解説、藤原書店 2017[66][67]
- 『昭和の大戦とあの東京裁判』 河出書房新社 2021[68]
- Japan's Love-hate Relationship With The West, Brill Academic Pub, 2004/Folkestone, Kent : Global Oriental, 2005

### 比較文学
- 『謡曲の詩と西洋の詩』朝日選書 1975
- 『夏目漱石　非西洋の苦闘』新潮社 1976／講談社学術文庫 1991
- 『漱石の師 マードック先生』講談社学術文庫 1984
- 『西洋の詩 東洋の詩』河出書房新社 1986
- 『袁枚 「日曜日の世紀」の一詩人』沖積舎 2004
- 『アーサー・ウェイリー 「源氏物語」の翻訳者』白水社 2008[69]
- 『内と外からの夏目漱石』河出書房新社 2012[70]
- 『西洋人の神道観　日本人のアイデンティティーを求めて』 河出書房新社 2013／河出文庫 2024[71]
  - 『西洋人の神道観　富士山に日本人の霊性を見たハーンとクローデル』〈講演叢書115〉皇學館大学出版部 2006[72]

随筆集
- 『東の橘 西のオレンジ』 文藝春秋 1981 - サントリー学芸賞受賞
- 『開国の作法』東京大学出版会〈UP選書〉1987
- 『中国エリート学生の日本観 比較の指針』文藝春秋 1997
- 『日本をいかに説明するか 文化の三点測量』葦書房 2001
- 『書物の声 歴史の声』弦書房 2009[73]
- 『日本語は生き延びるか　米中日の文化史的三角関係』河出書房新社〈河出ブックス〉2010
  - 改題『日本語で生きる幸福』 河出書房新社 2014 新書判[74]
- 『日本人に生まれて、まあよかった』新潮新書 2014[75]- 語りおろし
- 『日本の正論』河出書房新社 2014 新書判[76]
- 『日本の生きる道　米中日の歴史を三点測量で考える』飛鳥新社 2016[77]
- 『歴史を複眼で見る 2014～2024』弦書房 2024[78]

### 著作集
『平川祐弘決定版著作集』 勉誠出版、2016～2020年。諸般の事情で以下に変更。当初は全34巻予定だった
外文篇
- Ghostly Japan as seen by Lafcadio Hearn

邦文篇
1. 3巻『夏目漱石－非西洋の苦闘』 2017年
2. 5巻『西欧の衝撃と日本』 2016年
3. 6巻『平和の海と戦いの海－二・二六事件から「人間宣言」まで』 2017年
4. 7巻『米国大統領への手紙－市丸利之助中将の生涯。高村光太郎と西洋』 2017年
5. 8巻『進歩がまだ希望であった頃－フランクリンと福沢諭吉』 2017年
6. 10巻『小泉八雲－西洋脱出の夢』 2017年
7. 11巻『破られた友情－ハーンとチェンバレンの日本理解』 2017年
8. 12巻『小泉八雲と神々の世界／ラフカディオ・ハーン』 2018年
9. 15巻『ハーンは何に救われたか』 2017年
10. 19巻『ルネサンスの詩－城と泉と旅人と』 2017年
11. 23巻『謡曲の詩と西洋の詩』 2018年
12. 33巻『書物の声　歴史の声』 2017年
13. 『和魂洋才の系譜：内と外からの明治日本』 2019年
14. 『ダンテ『神曲』講義』 2020年
15. 『東の自生観と西の創造観』 2020年
16. 『西洋人の神道観 日本人のアイデンティティーを求めて』 2020年
17. 『開国の作法』 2020年
18. 『アーサー・ウェイリー『源氏物語』の翻訳者』 2020年

## 共編書
- 『西欧世界と日本』ジョージ・サンソム著、芳賀徹・金井圓・多田実と共訳、筑摩書房〈筑摩叢書〉1966
  - 復刊 1983年
  - 改訂 ちくま学芸文庫 1995年
- 『講座 比較文学』（全8巻）芳賀徹・亀井俊介・小堀桂一郎共編 東京大学出版会 1973-76
- 『夏目漱石　作家の世界』（責任編集） 番町書房 1977
- 『文章の解釈』亀井俊介・小堀桂一郎共編 東京大学出版会 1977
- 『世界の女性史 8　イタリア 南欧の永遠の女たち』 評論社 1977
- 『川端康成『山の音』研究』鶴田欣也共編 明治書院 1985
- 『内なる壁 外国人の日本人像・日本人の外国人像』鶴田欣也共編著 TBSブリタニカ 1990
- 『日本文学の特質』鶴田欣也共編 明治書院 1991
- 『漱石の『こ丶ろ』 どう読むか、どう読まれてきたか』鶴田欣也共編 新曜社 1992
- 『小泉八雲 回想と研究』講談社学術文庫 1992
- 『異文化を生きた人々』〈叢書比較文学比較文化 2〉中央公論社 1993[79]
- 『アニミズムを読む　日本文学における自然・生命・自己』鶴田欣也共編 新曜社 1994
- 『世界の中のラフカディオ・ハーン』河出書房新社 1994
- 『特別科学組 東京高師附属中学の場合 もう一つの終戦秘話』佐々木元太郎共編著 大修館書店 1995
- 『『暗夜行路』を読む 世界文学としての志賀直哉』鶴田欣也共編 新曜社 1996
- 『「甘え」で文学を解く』鶴田欣也共編 新曜社 1996
- 『日本の母 崩壊と再生』萩原孝雄共編、新曜社 1997（鶴田欣也定年記念論文集）
- 『異国への憧憬と祖国への回帰』明治書院 2000（鶴田欣也追悼記念論文集）
- 『古代中国から近代西洋へ 竹山護夫著作集 補巻』[80] 名著刊行会「歴史学叢書」 2009
- 『講座 小泉八雲 1 ハーンの人と周辺』牧野陽子と共編、新曜社 2009
- 『講座 小泉八雲 2 ハーンの文学世界』牧野陽子と共編、新曜社 2009
- 『ラフカディオ・ハーンの英語教育』平川祐弘編著、友枝高彦・高田力・中土義敬写、弦書房 2013
- 『ラフカディオ・ハーンの英語クラス：黒板勝美のノートから』平川祐弘編、黒板勝美写、弦書房 2014
- 『竹山道雄セレクション』（全4巻） 藤原書店 2016-2017[81]

1. 「昭和の精神史」
2. 「西洋一神教の世界」
3. 「美の旅人」
4. 「主役としての近代」

- 『神道とは何か　小泉八雲のみた神の国 日本』牧野陽子と共著、錦正社 2018。対訳本[82]
- 『講座 森鷗外』（全3巻） 平岡敏夫・竹盛天雄共編、新曜社 1997

1. 「鴎外の人と周辺」
2. 「鴎外の作品」
3. 「鴎外の知的空間」

- 『小泉八雲事典』監修、恒文社 2000
- Lafcadio Hearn in International Perspectives, Global Oriental, 2007.[83]
- 『森鴎外事典』編者代表、新曜社 2020